# Jakobus de Rechtvaardige
Jakobus of Jacobus (Latijn: Iacobus van het Hebreeuws: יעקב , Ja'akov en Grieks: Ἰάκωβος, Iákōbos) wordt in het Nieuwe Testament de "broer van de Heer" (Jezus) genoemd (Marcus 6:3; Galaten 1:19). Hij wordt ook wel Jakobus de Rechtvaardige genoemd, ter onderscheiding van Jakobus de Meerdere, een van "de twaalf". Hoewel Jakobus niet wordt genoemd als een van "de twaalf", werd hij wel als apostel aangeduid (Galaten 1:19). Soms wordt hij ook wel gelijkgesteld met Jakobus (zoon van Alfeüs) of met Jakobus de Mindere (ook wel: Jakobus de jongere) (Marcus 15:40).
Traditioneel wordt aan deze Jakobus de Brief van Jakobus in het Nieuwe Testament toegeschreven.

## "Broer van de Heer"
Volgens de traditie van de Rooms-Katholieke Kerk moet "broers en zussen van Jezus" niet letterlijk worden genomen, want deze Kerk heeft het dogma aanvaard dat Maria altijd maagd is gebleven en interpreteert het woord "broer" (Grieks: adelfos) als "neef" of "verwante". Jakobus wordt dan ook niet meegeteld in de zogenaamde Heilige Familie.
Op grond van datzelfde dogma beschouwen de Oosters-orthodoxe kerken Jakobus traditioneel als een halfbroer van Jezus, geboren uit een eerder huwelijk van Jozef.
Volgens de meeste Protestantse Kerken is Jakobus een zoon van Maria en Jozef (zie Matteüs 1:25). Maarten Luther en Johannes Calvijn, de grondleggers van de Reformatie, deelden nog het standpunt van de Rooms-Katholieke Kerk.

## Leven

### Nieuwe Testament
Over het leven van Jakobus is in het Nieuwe Testament niet veel terug te vinden. In Johannes 7:3-6 wordt duidelijk dat de "broers" van Jezus tijdens zijn leven (nog) niet in hem geloofden. Paulus vermeldde dat Jakobus behoorde tot degenen aan wie de opgestane Jezus verscheen (1 Korintiërs 15:7).
Uit de twee versies van het verhaal over het Concilie van Jeruzalem kan worden opgemaakt dat Jakobus een vooraanstaande rol speelde binnen de christengemeente van Jeruzalem (Handelingen 12:17; 15:15-21; Galaten 2:9). Om die reden wordt hij binnen de Katholieke Kerk, maar ook binnen andere kerkgenootschappen, beschouwd als de eerste bisschop van Jeruzalem.

### Apocriefe werken
In het joods-christelijke Evangelie van de Hebreeën (ca. 150 n.Chr.) verscheen Jezus eerst aan Maria Magdalena en de leerlingen en daarna aan Jakobus persoonlijk. Jakobus kwam toen tot het geloof in Jezus.
Volgens het Evangelie van Thomas, logion 12, wees Jezus zijn broer Jakobus aan als zijn opvolger.
In de Eerste openbaring van Jacobus zijn twee dialogen tussen Jezus en zijn broer Jacobus opgenomen. In deze  tekst wordt de materiële interpretatie van die relatie overigens verworpen.
Ik heb je deze dingen al eerder aangeduid, Jacobus, mijn broeder, hoewel je in materiële zin niet mijn broeder bent.
In de Tweede openbaring van Jacobus wordt een ontmoeting beschreven  tussen Jezus en Jacobus, waarbij Maria aanwezig is.
Hij (Jezus) zei tegen mij, “Gegroet mijn broeder “. Toen ik (Jacobus) mijn hoofd ophief om naar hem te kijken zei mijn moeder: “Wees niet bang, mijn zoon, omdat hij je met mijn broeder aanspreekt. Jullie werden namelijk met dezelfde melk gevoed. Daarom noemt hij mij mijn moeder. Want hij is voor ons geen vreemde. Hij is de broer {neef?} van je vader“.

### Kerkvaders
De joods-christelijke schrijver Hegesippus omschreef hem in zijn Gedenkwaardigheden (alleen via enkele fragmenten bekend) als de perfecte asceet en als een vroom, liefdadig man. Aanhangers van de traditionele mening dat Jakobus de auteur van de Brief van Jakobus is, zien dit als een bevestiging van die mening.

### Josephus

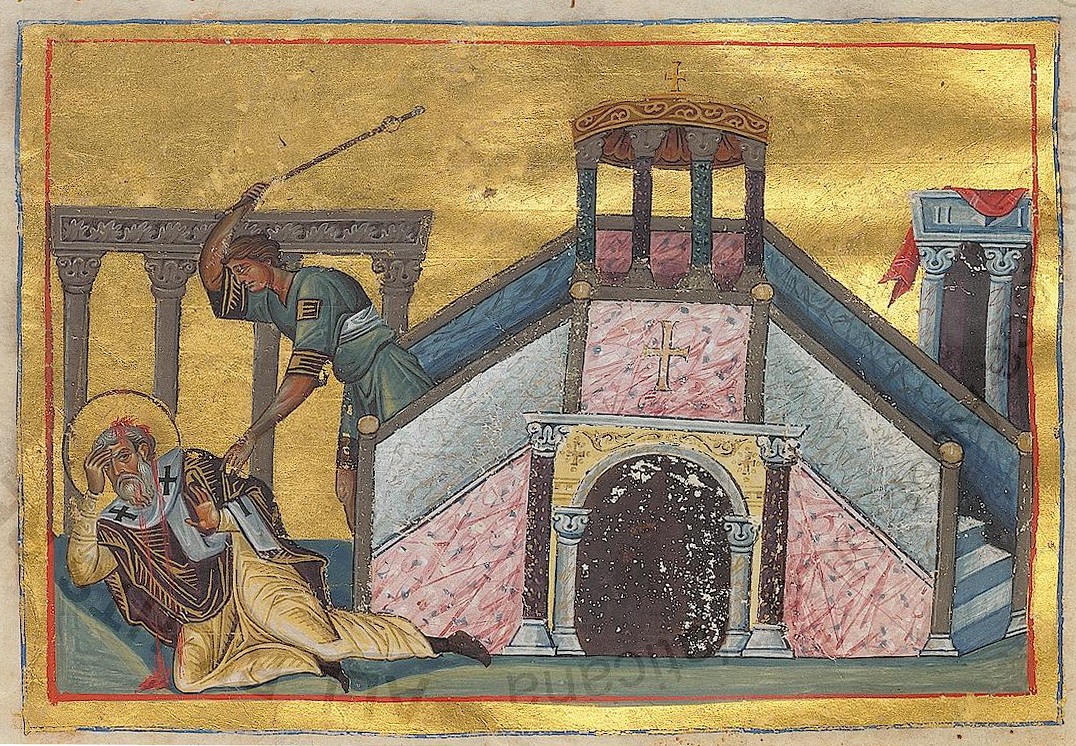
Dood van Jakobus door een klap met een voldershamer

Volgens Flavius Josephus stierf Jakobus door steniging op instigatie van de hogepriester Ananus, meestal gedateerd als het jaar 62. In andere versies overleed hij door een klap met een voldershamer.

## Doorwerking
De Rooms-Katholieke Kerk vereert Jakobus als heilige. Zijn naamdag is op 3 mei. De Oosters-orthodoxe kerken vieren zijn feestdag op 9 oktober en op 30 juni met de andere twaalf apostelen.
In de christelijke iconografie is het attribuut van Jakobus de Rechtvaardige een hoedenmakersboog.
Jakobus is de patroonheilige van de volders; zijn attribuut is ook wel een voldershamer.